# Kein Keks für Kobolde
Kein Keks für Kobolde (Originaltitel: The Woodlies) ist eine deutsch-belgisch-australische Zeichentrickserie, die zwischen 2011 und 2012 produziert wurde. Die Handlung basiert auf den gleichnamigen Büchern der deutschen Kinder- und Jugendbuchautorin Cornelia Funke aus dem Jahr 1994.
Am 19. Juli 2013 erschien außerdem ein Spielfilm zur Serie.

## Handlung
Die drei Kobolde Neunauge, Feuerkopf und Siebenpunkt haben sich auf einem etwas herunter gekommenen Campingplatz im Wald niedergelassen. Bald kommen Leute aus der Stadt und wollen dort kampieren. Gelbschopf, seine Tochter Mia und deren Katze Teufelsblick beschließen, aus dem Ort ein Paradies für Touristen zu machen. Für Teufelsblick heißt dies Kobolde zu jagen, auch wilde Tiere machen den Menschen öfter zu schaffen. Die Kobolde können allerdings nicht dem Essen der Menschen widerstehen und klauen ihnen etwas. Dabei treffen sie auf Mia, welche der erste Mensch ist, der jemals einen Kobold gesehen hat.

## Produktion und Veröffentlichung
Die Serie wurde zwischen 2011 und 2012 von Flying Bark Productions, Seven Network, Studio 100 und Woodlies in deutsch-belgisch-australischer Kooperation produziert. Dabei sind 26 Folgen unter der Regie von Alexs Stadermann, Marc Wasik und Bernard Derriman entstanden. Guy Michelmore übernahm die musikalische Gestaltung für das Projekt.
Die deutsche Erstausstrahlung fand am 20. Februar 2012 auf KiKA statt. Weitere Wiederholungen im deutschsprachigen Fernsehen erfolgten auf ORF eins, Junior, ZDF und TV24. Zudem wurde die Serie auf DVD veröffentlicht und zu den Büchern mehrere Audio-CDs.

## Synchronisation
Die deutsche Synchronfassung entstand bei der EuroSync GmbH in Berlin, unter der Dialogregie und nach einem Buch von Mario von Jascheroff.
| Rolle                     | Originalsprecher  | Deutscher Sprecher   |
| ------------------------- | ----------------- | -------------------- |
| Brian                     | –                 | Tilo Schmitz         |
| Bürgermeisterin Fischhold | –                 | Heike Schroetter     |
| Feuerkopf                 | Rick Donald       | Jan Makino           |
| Gelbschopf                | –                 | Bernhard Völger      |
| Grobklotz                 | –                 | Tom Deininger        |
| Jäger                     | –                 | Klaus-Dieter Klebsch |
| Mia                       | –                 | Josephine Schmidt    |
| Nana                      | –                 | Christel Merian      |
| Neunauge                  | Ines Vaz de Sousa | Britta Steffenhagen  |
| Siebenpunkt               | Louis Hunter      | Hans Hohlbein        |
| Stinkefuß                 | –                 | Lutz Schnell         |

## Episodenliste
| Folge | deutscher Titel             | deutsche Erstausstrahlung | Originaltitel           |
| 1     | Die Hässlinge kommen        | 20.02.2012                | Ugly Invasion           |
| 2     | Fette Beute                 | 21.02.2012                | The Great Cookie Heist  |
| 3     | Sturm auf die Festung       | 22.02.2012                | Storm in the Fortress   |
| 4     | Der knallrote Spinnenstich  | 23.02.2012                | Mobile Mischief         |
| 5     | Der Keksemacher             | 24.02.2012                | Bodo Bother             |
| 6     | Stinkwut                    | 25.02.2012                | Blockbuster             |
| 7     | Ungebetene Gäste            | 26.02.2012                | Just Say Snow           |
| 8     | Rette sich, wer kann        | 27.02.2012                | Fishkin World           |
| 9     | Vogelalarm                  | 28.02.2012                | Healing the Healer      |
| 10    | Der Dreckwegbeutel          | 29.02.2012                | Bag of Goodies          |
| 11    | Babyschreck                 | 01.03.2012                | Teddy Woodlie           |
| 12    | Reingefallen                | 02.03.2012                | Bitter Treats           |
| 13    | Eine Hand wäscht die andere | 03.03.2012                | Subterranean Blues      |
| 14    | Auf den Kopf gefallen       | 04.03.2012                | Caught in a Trap        |
| 15    | Der große Durst             | 05.03.2012                | Dishonour Among Thieves |
| 16    | Sei kein Frosch             | 06.03.2012                | Hopping Mad             |
| 17    | Der falsche Vogel           | 07.03.2012                | Going Commando          |
| 18    | Von Füchsen und Fallen      | 08.03.2012                | Foxy Mumma              |
| 19    | Störenfriede                | 09.03.2012                | Run For the Hills       |
| 20    | Frühlingserwachen           | 10.03.2012                | Nutcracker              |
| 21    | Wunderbare Tausendschön     | 11.03.2012                | Staff Of Dreams         |
| 22    | Papa Siebenpunkt            | 12.03.2012                | The Chicken and the Egg |
| 23    | Freund oder Feind           | 13.03.2012                | Four’s a Crowd          |
| 24    | Die Wette                   | 14.03.2012                | Mia’s Trek              |
| 25    | Rettet das Meerschwein      | 15.03.2012                | Cooped Up!              |
| 26    | Sumpf ist Trumpf            | 16.03.2012                | Swamp Buddies           |